# Zgrada Lučke kapetanije u Splitu
Zgrada Lučke kapetanije u Splitu, Obala Lazareta 1, Hrvatska.

## Opis
Građena je od 1890. do 1926. godine. Zgrada Lučke kapetanije je neorenesansna uglovnica istaknutoga položaja u sjeveroistočnom dijelu gradske luke koji danas nosi naziv Obala lazareta. Izgrađena je na jugozapadnom uglu nekadašnjih lazareta 1890-1892 prema projektu nadmjernika Rupčića, a izvođač je bio Perikle Koludrović. Izvorno je imala dva kata, mansardu i kupolu nad uglom, a 1926. godine povišena je za jedan kat. Njezina veličina i položaj bili su predmet čestih rasprava, neki su se zauzimali i za njeno rušenje. Brojnim je umjetnicima, slikarima i fotografima bila jedan od omiljenih motiva.

## Zaštita
Pod oznakom Z-4539 zavedena je kao nepokretno kulturno dobro - pojedinačno, pravna statusa zaštićena kulturnog dobra, klasificiranog kao profana graditeljska baština.

## Vanjske poveznice
|  | Zajednički poslužitelj ima još gradiva o temi Zgrada Lučke kapetanije u Splitu |